# 脉冲夜店
脉冲（英語：Pulse）是位于美国佛罗里达州奥兰多的一家同性恋舞厅酒吧，于2004年由芭芭拉·波马和罗恩·雷格勒创立。2016年6月12日，夜店因是造成49人死，53人伤的美国历史上由单个枪手引发的死伤最严重大规模枪击案和自九一一恐怖袭击以来美国本土最致命的恐怖袭击现场，而受到国际社会的关注。

## 简介

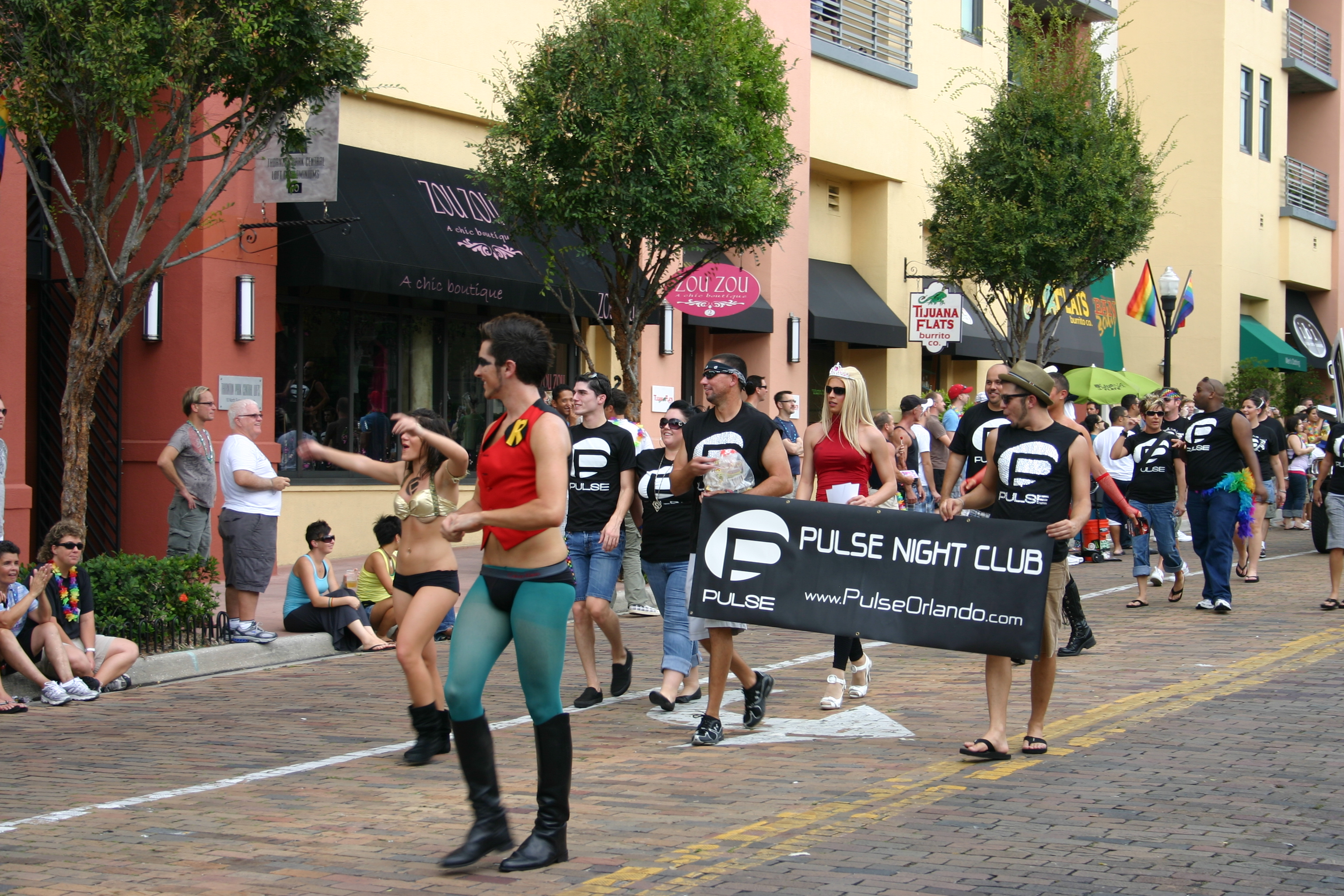
2009年骄傲站起来同性恋者游行活动上的脉冲代表团

脉冲每晚都会举行主题演出，每月有面向同性恋社群的教育活动。根据《奥兰多周刊》，脉冲设有三个“眩目、震动的房间，让俱乐部男孩、年轻男同性恋之间零距离接触”。尽管每晚出售的东西都不一样，但脉冲最有名的是令人印象深刻的男扮女装表演，酒店舞者通常很华丽。基于这三个方面，《孤独星球探索佛罗里达》（Lonely Planet Discover Florida）认为它是“三个夜店的合体”，而该社的《佛罗里达》卷则侧重介绍它的“超现代化”。
《奥兰多十宗最》（Top 10 Orlando）称它是“奥兰多同性恋群体最喜欢的场所”。《佛罗里达州简明指南》表示它“无可厚非地受欢迎”，强调其“出众的灯光音响、歌舞表演、男扮女装行为和色情舞者”。《美国简明指南》（The Rough Guide to the USA）指出脉冲是奥兰多唯一一间同性恋酒吧。各大列表显示，包括洗手间在内的整个场所都可以使用。Zagat借助“定期消费者调查”，给脉冲的气氛、装潢和服务各打25分、25分和22分（满分30）。

## 历史
脉冲成立前，南奥兰治大道1912号是20世纪30年代日报社萨拉索塔先驱报公司（Sarasota Herald Company）的所在地。1985年，这里开了一家名为洛伦佐（Lorenzo's）的比萨饼店。到1999年，这里有现场音乐表演酒吧但丁（Dante's）。2003年1月，但丁倒闭。
夜店于2004年7月2日由芭芭拉·波马和罗恩·雷格勒创立。波马的哥哥约翰于1991年罹患艾滋病死去，2016年2月一位营销部员工表示，波马给夜店起这个名字是想“让约翰的脉搏继续跳动”。该店专注于当地人才。波马为确保哥哥的回忆在网络上显眼，便将店子形容为“不只是一个同性恋俱乐部”。夜店成立时，雷格勒是佛罗里达戏剧协会（Florida Theatrical Association）主席，于2010年在伊欧拉湖边公园创立了两间同性恋夜店，2011年动身前往巴尔的摩。《华盛顿邮报》称脉冲是12年来第一间“宣传艾滋病预防、乳腺病和移民权利知识的社区枢纽，据报它曾与骄傲站起来、佛罗里达州平等组织和斑马联盟等宣教团体有合作。
2016年6月12日，29岁的奥马尔·马丁在一场大规模枪击案中杀死49人，弄伤53人。袭击是美国历史上由单个枪手引发的死伤最严重大规模枪击案，也是美国反同性恋历史上最严重的暴力事件和九一一恐怖袭击以来美国本土最致命的恐怖袭击。